# Apolino Tarúguez
Apolino Tarúguez, también conocido como Tarúguez y Cía., Apolino Tarúguez, hombre de negocios y Apolino Tarúguez y su secretario es una historieta creada por Carlos Conti para la revista Cucú en 1944 y desarrollada en el semanario El DDT a partir de 1951.

## Trayectoria editorial
Esta serie debutó, con el título de Tarúguez y Cía. en las páginas de la revista Cucú. Cuando la titularidad de la revista fue absorbida por la editorial Bruguera en los años cincuenta, el personaje fue reubicado en las páginas del semanario de Bruguera El DDT con el nuevo título de Apolino Tarúguez, hombre de negocios, que en 1955 fue cambiado por el de Apolino Tarúguez y su secretario ante el creciente protagonismo del personaje de Celedonio. Durante la etapa del Tío Vivo editado por D. E. R. para Crisol y del cual era director artístico el propio Conti, el personaje se publicó con el nombre de Tarúguez y Cía.

## Argumento y personajes
A pesar de estos cambios, el elenco de personajes permaneció siempre invariable, tanto sus diseños como sus características. El protagonista es Apolino Tarúguez, un prototipo de director de una pequeña compañía que probablemente ha logrado su fortuna en el mercado negro, de complexión fuerte, ropa elegante, siempre con un puro en la boca y con carácter malhumorado y trato despótico hacia su empleado, hasta el punto de que rara es la historieta en la que se libra de recibir alguna paliza. El empleado, Celedonio, es un hombre pequeño y débil, algo torpe y que aguanta estoicamente el mal genio de su empleador y los retrasos en el pago, aunque en alguna historieta lo vemos desfogarse clavando flechas a una efigie de su jefe y de vez en cuando la suerte mira a su favor, como en una historieta en la que Tarúguez le vende un terreno que él cree sin valor que resulta estar repleto de uranio.
En algunas historietas aparece un botones, también de corta estatura y que no tiene nombre propio.